# بروس اچ ماهان
بروس هربرت ماهان(بروسه اچ. ماهان) یک شیمی فیزیک‌دان و استاد شیمی در دانشگاه کالیفرنیا، برکلی بود که به دلیل فعالیت در زمینه اصول واکنش‌های شیمیایی و فداکاری در آموزش شیمی شهرت داشت. او استاد تز دکترای برنده جایزه نوبل یوان تی. ی لی بود.

## اوایل زندگی
بروس ماهان در ۱۷ اوت سال ۱۹۳۰ به دنیا آمد و فرزند آرتور اچ. ماهان و کلارا بلانش گری ماهان بود و در نیو بریتین، کنتیکت بزرگ شد. او کوچکترین از میان سه فرزند بود.

## هاروارد
او در سال ۱۹۴۸ به کالج هاروارد وارد شد و در سال ۱۹۵۲ با درجه AB در رشته شیمی به عنوان یکی از دانشجویان برتر فارغ‌التحصیل شد. وی کار دکتری خود در دانشگاه هاروارد با همکاری شیمی‌دان جسمی جرج کیستیاکویکی در زمینه فوتولیز متیل کتن انجام داد. . وی در ۱۹۵۶ دکترای خود را دریاف کرد.

## برکلی و درگذشت
ماهان در سال ۱۹۵۶ به عنوان مربی در گروه شیمی دانشگاه کالیفرنیا، برکلی استخدام شد و در طول دوران حرفه ای خود در آنجا ماند. در سال ۱۹۵۹ استادیار گشت و در سال ۱۹۶۸ به عنوان رئیس گروه منصوب شد.
تحقیقات ماهان در زمینه سینتیک فاز گاز و فوتولیز، به ویژه شیمی یونی فاز گازی انجام شد. یوان تی. لی دکتری خود را تحت سرپرستی او دریافت کرد.
وی در سال ۱۹۷۵ به اسکلروز جانبی آمیوتروفیک مبتلا شد و در ۱۲ اکتبر ۱۹۸۲ در سن ۵۲ سالگی درگذشت.

## جوایز و افتخارات
وی در سال ۱۹۶۸ جایزه انجمن شیمیایی آمریکا را دریافت کرد. وی در سال ۱۹۷۶ به عضویت در آکادمی ملی علوم انتخاب شد.
کرسی شیمی فیزیک بروس ماهان در سال ۲۰۰۵ تأسیس شد. هم چنین جایزه تدریس بروس ماهان به مربیان برجسته شیمی دانش‌آموخته دانشگاه کالیفرنیا اهدا می‌شود.